# Trauma Center: Under the Knife 2
Trauma Center: Under the Knife 2, noto in Giappone come Kyūkyū Kyūmei Kadukeusu 2 (救急救命 カドゥケウス2? lett. Emergenza Medica: Caduceus 2) è un videogioco di simulazione sviluppato da Vanguard per Nintendo DS e pubblicato da Atlus nel 2008. Nessuna versione del gioco è stata distribuita in Europa. È il quarto capitolo della serie Trauma Center e un sequel di Trauma Center: Under the Knife (2005).
Ambientato tre anni dopo gli eventi di Trauma Center: Under the Knife, la trama segue il protagonista: Derek Stiles mentre affronta il ritorno dell'organizzazione terroristica: Delphi e la sua malattia: GUILT, ma anche insicurezze personali e manipolazione aziendale.
Il gioco è stato sviluppato come un vero sequel di Under the Knife per DS, fungendo da controparte per Trauma Center: New Blood per Wii.

## Trama
Il gioco è ambientato nel 2021, tre anni dopo gli eventi di Under the Knife, quando il dottor Derek Stiles di Caduceus ha sradicato una malattia artificiale chiamata: "GUILT", causata da un virus altrettanto potente e creata dal gruppo terroristico: Delphi. Stiles e la sua infermiera: Angie Thompson forniscono aiuti alla Nazione africana devastata dalla guerra di Costigar, facendo amicizia con il medico locale: Adel Tulba.
Durante la sua permanenza lì, Stiles deve usare il tocco curativo per la prima volta dopo anni. Successivamente, Stiles e Angie vengono richiamati a Caduceus per curare una nuova malattia correlata a GUILT chiamata: Sindrome Post-GUILT, una serie di condizioni critiche che colpiscono tutti i pazienti con passata esposizione a GUILT. Una Delphi riformata sembra diffondere la GUILT e le nuove varietà Neo-GUILT. I caducei sono aiutati nei loro sforzi contro il GUILT da una compagnia chiamata: Acropoli e dal loro braccio medico: le "Mani di Asclepio" (HOA).
Durante un'operazione, l'eccesso di fiducia di Stiles porta alla morte di un paziente. Questo paralizza la sua sicurezza e perde il suo tocco curativo, costringendolo a rifare la sua formazione per riguadagnare la volontà di guarire i pazienti. Riacquista la sua abilità quando deve salvare il padre di Angie: Kenneth Blackwell, leader pentito dell'originale Delphi, da un'infezione GUILT. La perdita di fiducia di Stiles confonde Tulba, portandolo a unirsi alla HOA. 
Acropoli e HOA guadagnano rapidamente terreno negli ambienti governativi grazie alla creazione di un tocco di guarigione artificiale; Caduceo diffida degli atteggiamenti privi di emozioni dei chirurghi HOA con questa abilità, i governi gettano il loro supporto dietro HOA a scapito di Caduceus. Stiles inizia a porsi sospetti nei confronti dell'Acropoli e dei rispettivi leader della HOA Patrick Mercer e Reina Mayuzumi - mentre trova un alleato nella figliastra di Mercer: Heather Ross, che ha salvato da un'infezione GUILT. Alla fine il nuovo Delphi viene messo in rotta dopo aver rapito Stiles e Angie, che fuggono rapidamente e trasmettono la loro posizione. Caduceus conferma, quindi, le losche relazioni di HOA quando gli atleti entrano con i sintomi Neo-GUILT; HOA utilizza campioni GUILT per sviluppare nuovi farmaci.
Caduceo e le autorità assaltano l'Acropoli, con Stiles che cura diversi medici dell'infezione da Neo-GUILT - tra cui Tulba. Confrontando Mercer e, in seguito, Mayuzumi, Stiles apprende che la ricerca: Neo-GUILT aveva lo scopo di far rivivere la moglie di Mercer Tracy da un coma e che Mayuzumi ha preservato la sua giovinezza usando l'ultima varietà Neo-GUILT; il suo intento era quello di utilizzare i prodotti basati su GUILT a scopo di lucro. 
Mercer non riesce a svegliare Tracy, quindi inietta Mayuzumi con il suo trattamento sperimentale finale e la fa invecchiare rapidamente, costringendo Stiles ad eseguire un'operazione su di lei. Prima che il disperato Mercer possa rilasciare una versione aerea di Neo-GUILT, viene colpito dalla polizia. La reputazione di Caduceus viene ripristinata, Tulba torna a Costigar per continuare a tutelare la vita degli individui in quanto medico, Heather si prende cura di Tracy mentre studia per fare l'infermiera, e Stiles e Angie viaggiano all'estero ed iniziano una relazione sentimentale.

## Modalità di gioco

Durante un'operazione sono visibili sullo schermo inferiore il corpo del paziente e gli utensili. Sullo schermo superiore il tempo rimanente e Angie, l'infermiera, che suggerisce come agire.

Il gameplay combina la simulazione chirurgica basandosi sui controlli touch-screen della DS, con una storia raccontata come un romanzo visivo.
Trauma Center: Under the Knife 2 combina un gioco di simulazione chirurgico con la narrazione usando segmenti di romanzo visivi usando scene statiche, ritratti di personaggi e testo con rare clip vocali.  Lo schermo superiore di DS è dedicato alle sequenze/cinematiche di trama e alle statistiche di livello visualizzate con visuale in 2D, mentre il touch-screen inferiore è dedicato alle operazioni stesse rese utilizzando modelli 3D. Il giocatore assume il ruolo del protagonista, Derek Stiles: un giovane chirurgo con un'abilità mistica chiamata: "Healing Touch". Ogni operazione incarica i giocatori di curare il paziente da uno o più disturbi entro un limite di tempo determinato da ogni livello. Le missioni possono essere giocate con diverse impostazioni di difficoltà, che vanno da: "Facile" a: "Difficile".
I dieci strumenti chirurgici disponibili — che vanno da un bisturi e un laser a ultrasuoni e un defibrillatore per rianimare un paziente la cui linea vitale (cardiaca) non subisce alterazioni (ovvero è retta e lineare, ed indica che il paziente è sul punto di morte) — sono necessari per diverse operazioni e lesioni, selezionati usando icone lungo i bordi del touch-screen e manipolati usando il DS stilo (cioè il pennino della DS). 
Il giocatore può le ferite superficiali e le lesioni interne con gli strumenti disponibili; trattare le lesioni minori e le aree di incisione con gel-antibiotico — viene aiutato attraverso il loro funzionamento con diversi tipi di siero che possono essere iniettati per facilitare determinate operazioni — le quali vedono Stiles che lavora per distruggere i ceppi di un virus artificiale chiamato: GUILT nelle operazioni in stile: "boss". Mentre molte varietà tornano dal primo capitolo — oltre a nuove varianti che richiedono procedure differenti.
Mentre più tipi di operazioni sono riportati dal Trauma Center: Under the Knife, diverse operazioni — come: innesti di pelle e riparazione ossea — sono incluse nelle voci successive della serie. Come per le voci precedenti, Stiles può usare il suo tocco curativo per rallentare il tempo per un breve periodo, permettendogli di curare le ferite a una velocità rapida. Dopo ogni intervento chirurgico, il giocatore è classificato in base alla sua prestazione, con il punteggio più alto è "Super Surgeon" ("Super Chirurgo"). 
Una volta completato il gioco, un nuovo livello di difficoltà ed altre missioni di sfida saranno accessibili.

## Sviluppo
Under The Knife 2 è entrato in produzione per via della domanda dei fan per un sequel dell'originale: Under The Knife — per DS. Mentre il team di sviluppo aveva continuato la narrativa del Trauma Center: New Blood su Wii, c'era ancora richiesta di un nuovo titolo per DS. 
La narrazione ha, infine, continuato i thread iniziati nel primo capitolo, utilizzando gli stessi personaggi e una trama che si comportasse come un vero e proprio sequel — sebbene non lo sia editorialmente. Lo sviluppo primario è stato gestito dalla società di produzione di videogiochi: Vanguard.  Il gioco è stato co-diretto da Daisuke Kanada — direttore della serie parallela: Trauma Center: Second Opinion — e Hirokazu Toyama, di Vanguard. 
I disegni dei personaggi furono creati da Masayuki Doi, che aveva lavorato su Second Opinion e su New Blood. Toyama aveva avuto esperienze precedenti nella serie, grazie all'aiuto nella programmazione di titoli precedenti, ma fu scioccato quando gli fu chiesto di dirigere il gioco. 
Under the Knife 2 è stato il debutto di Toyama come direttore di videogiochi — non solo inerenti alla serie. La maggior parte dei sistemi utilizzati in Under the Knife sono stati riportati nel suo sequel, con gran parte del lavoro incentrato sul miglioramento dell'esperienza esistente. Una nuova aggiunta rispetto alla versione DS originale erano più clip vocali per i personaggi e la modalità "Facile". Il primo richiedeva gran parte della ROM della console accanto alla musica. Il personale trovò il periodo di produzione piuttosto turbolento.
Grazie all'accesso ad un software di composizione avanzato per l'ambiente audio DS, la qualità della musica è notevolmente aumentata rispetto a quella del Trauma Center originale. Nessuno dei due compositori aveva mai lavorato con la serie in precedenza; Namiki aveva precedentemente lavorato su Tekken: Blood Vengeance, mentre Kamikura era già noto per aver sviluppato, nel 2009, il videogioco: Muramasa: The Demon Blade. Namiki ha scritto i suoi temi per esprimere vite salvifiche in uno scenario emozionante e sfruttare gli elementi sonori e di controllo di DS. Ha usato i temi del "peso" per i segmenti chirurgici e degli "elogi umani", per gli elementi visivi del romanzo.
Il gioco è stato annunciato per la prima volta nell'aprile del 2008 ed è il quarto della serie: Trauma Center ed il secondo ed ultimo prodotto per il DS. La localizzazione è stata gestita da Atlus USA (la divisione americana di Atlus), che ha collaborato al processo con Vanguard. 
Il design della copertina è stato riportato quasi inalterato per la versione giapponese. Il sottotitolo ha attraversato diverse versioni durante il processo di localizzazione, stabilendosi su un numero posto di fronte al titolo del gioco originale — ciò per indicare il suo status come sequel.

## Doppiaggio
| Personaggio                       | Doppiatore       |
| --------------------------------- | ---------------- |
| Derek Stiles                      | Takayuki Kondō   |
| Angie Thompson (Angela Blackwell) | Ayako Kawasumi   |
| Mary Fulton                       | MAI              |
| Patrick Mercer                    | Masaaki Kouda    |
| Victor Niguel                     | Masaaki Kouda    |
| Emilio Juarez                     | Shintarō Asanuma |
| Adel Tulba                        | Shintarō Asanuma |
| Kenneth Blackwell                 | Jōji Nakata      |
| Sylvia Warenburg                  | Mamiko Noto      |
| Heather Ross                      | Mamiko Noto      |
| Reina Mayuzumi                    | Yūko Kaida       |
| Heinrich von Raitenau             | Atsushi Ono      |

## Accoglienza
| Testata               | Giudizio |
| --------------------- | -------- |
| Metacritic (media al) | 79/100   |
| 1UP.com               | B        |
| Famitsū               | 32/40    |
| Game Informer         | 8,5/10   |
| GamePro               | 2,5/5    |
| GameSpot              | 8,5/10   |
| GameSpy               | 4,5/5    |
| GamesRadar            | 4/5      |
| IGN                   | 8,4/10   |
| Nintendo World Report | 6,5/10   |

Under the Knife 2 non è apparso nelle classifiche di vendita giapponesi del 2008 o del 2009, né tantomeno nel riepilogo di Atlus dei titoli più venduti per il periodo tra agosto 2008 e luglio 2009. Il gioco è stato nominato come miglior gioco d'azione per DS ai premi di videogiochi da IGN del 2008.
La rivista giapponese di giochi Famitsū ha elogiato il sistema di comandi e le migliorie apportate, che hanno contribuito a dare una sensazione di velocità. Andrew Fitch di 1UP.com, benché inizialmente poco entusiasta, ne ha apprezzato il ritmo e i controlli fluidi. Bryan Voor e Jeremy Parish, scrivendo per Game Informer, hanno applaudito l'inclusione di opzioni di difficoltà inferiore e l'impostazione più terra-terra, e Parish ha definito le operazioni disponibili "più interessanti e varie di qualsiasi altro titolo". Shiva Stella di GameSpot ha affermato che Under the Knife 2 "mescola con successo un tema medico creativo con un rompicapo bizzarro ma divertente per creare un trattamento avvincente".
Dave Kosak di GameSpy ha elogiato il gameplay e i miglioramenti narrativi apportati dal gioco, ma ha trovato difetti nei filmati e nella musica ripetitiva. Anche Alan Kim di GamesRadar è stato soddisfatto dei miglioramenti generali rispetto al gioco originale, ma è rimasto deluso dalla mancanza di una modalità multigiocatore. Raychul Moore di GamePro non è rimasto impressionato dal gioco, apprezzando alcuni elementi del gameplay ma trovando scoraggianti la sua narrativa e la sua difficoltà. Mark Bozon di IGN ha elogiato la storia e il gameplay, ma ha ritenuto che mancassero di contenuti e rigiocabilità trovati in New Blood. Jonathan Metts di Nintendo World Report è stato meno favorevole di altri recensori, criticando la mancanza di miglioramenti e nuove funzionalità e definendo il gioco "un rimaneggiamento completo che mi fa dubitare del motivo della sua esistenza".
La trama è stata generalmente elogiata per la sua qualità e la natura più realistica, ma alcuni critici hanno trovato i filmati e i segmenti di dialogo eccessivamente lunghi. Fitch è stato particolarmente negativo sulla traduzione, definendola inferiore alle localizzazioni di Persona 3 e Odin Sphere. Ci sono stati anche elogi per il miglioramento della qualità dei controlli, dello stile artistico e della musica rispetto al gioco originale. Un'osservazione comune da parte dei critici era che c'era poco o niente di nuovo che lo distinguesse dai precedenti giochi di Trauma Center.